# Institut für Geschichte und Internationale Beziehungen
Das Institut für Geschichte und Internationale Beziehungen wurde im Auftrag des Rektors der Südlichen Föderalen Universität vom 7. Juli 2014 durch die Umstrukturierung der Fakultät für Geschichte gegründet. Seine Entstehung ist nicht nur auf die allgemeinen Veränderungsprozesse bei der Organisation von Bildungsaktivitäten zurückzuführen, sondern auch auf die Tatsache, dass die Fakultät seit mehreren Jahrzehnten nicht nur professionelle Historiker, sondern auch Spezialisten auf anderen verwandten Wissensgebieten – Völkerrechtler, Dokumentarfilmer und Archivare – vorbereitet. Die Eingliederung der zwei Lehrstühle, die die Geschichts- und Sozialwissenschaftslehrer vorbereitet, hat diesen Prozess der Schaffung eines großen wissenschaftlichen und pädagogischen Vereins abgeschlossen.

## Lehre und Forschung
Das Institut bietet Bachelor- und Masterstudiengänge in verschiedenen Bereichen an: „Internationale Beziehungen“, „Geschichte“ (Bachelor- und Masterabschlüsse), historische Stadtforschung sowie pädagogische Ausbildung im Profil „Geschichte“, wo die zukünftigen Lehrer für Geschichte und Sozialkunde ausgebildet werden. Derzeit (Stand 2020) studieren mehr als 4.400 Studenten am Institut, von denen mehr als die Hälfte an russischen und internationalen Stipendienprogrammen teilnehmen. Das Institut bietet Schulungen in Masterstudiengängen an, die gemeinsam mit den europäischen Universitäten Linköping und Kingston entwickelt wurden. Eingeladene Experten aus führenden Bildungs- und Wissenschaftszentren der Welt halten regelmäßig Vorträge für Studenten. Im Rahmen des MIGO-Programms haben Historiker-Studenten bereits ab dem 2. Jahr die Möglichkeit, wiederholt internationale Praktika an europäischen Universitäten zu absolvieren. Das Institut hat einen Dissertationsrat für Geschichtswissenschaften, der Doktor- und Masterarbeiten verteidigt.
Das Institut entwickelt Partnerschaften mit Vertretern führender europäischer Universitäten. Es veranstaltet große russische und internationale Konferenzen und hat das Zentrum für Europastudien entwickelt, das es Schülern und Lehrern ermöglicht, ihre Forschungsinteressen zu erweitern, Partnerschaften mit der Vertretung der Europäischen Kommission in Russland aufzubauen und Treffen mit Botschaften europäischer Länder abzuhalten. Lehrer und Schüler nehmen regelmäßig an internationalen Projekten teil. 

## Kooperationen
- Russische Akademie der Wissenschaften
- London School of Economics and Political Science,
- Universität Dortmund
- University of Strathclyde
- University of Edinburgh
- Universität Warschau
- Washington University
- Universität Teheran
- Universität Linköping